# Altunhisar

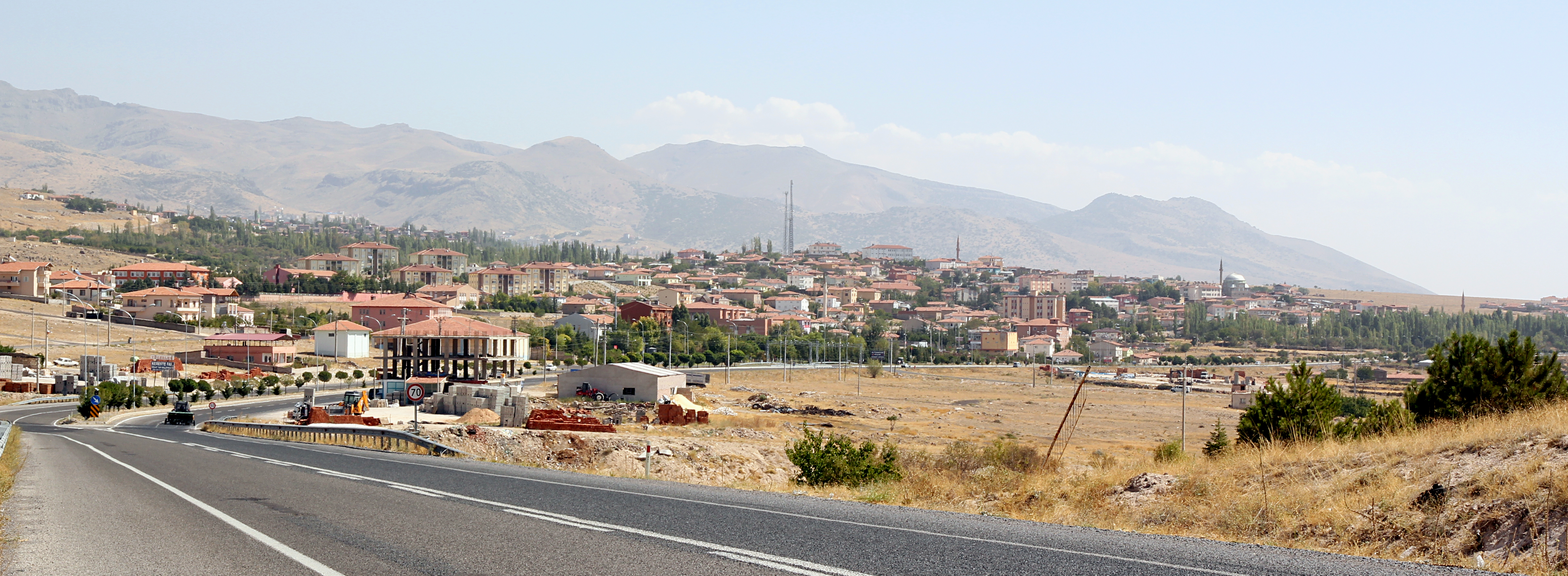
A panorama of Altunhisar

Altunhisar là một huyện thuộc tỉnh Niğde, Thổ Nhĩ Kỳ. Huyện có diện tích 586 km² và dân số thời điểm năm 2007 là 16522 người, mật độ 28 người/km².